# Al-Bakri
Abu 'Abd Allah al-Bakri (arab. ‏أبو عبد الله البكري‎, w polskiej literaturze często jako Al Bekri) (ur. ok. 1014 w Huelva, zm. 1094) – arabski geograf, historyk i filolog, żyjący w Hiszpanii.
W swej Księdze dróg i królestw zawarł kompilację z opisów krajów Słowian, w tym kraju M'ško (identyfikowanego z Polską Mieszka I), oparty na relacji Ibrahima ibn Jakuba i dziełach Al-Masudiego. Pierwsza naukowa edycja rozdziału o Słowianach z dzieła al-Bakriego została opublikowana dopiero w 1946 roku przez Tadeusza Kowalskiego.
Jego imieniem nazwano krater Al-Bakri na Księżycu.